# Francesca Lé

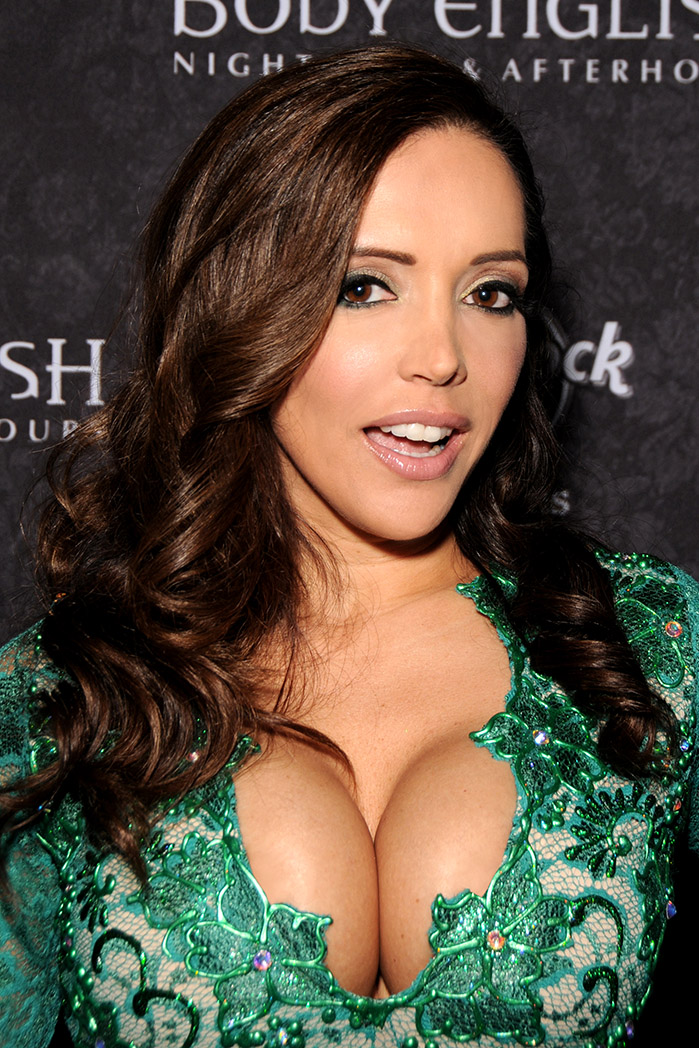
Francesca Lé bei den AVN Awards, 2014

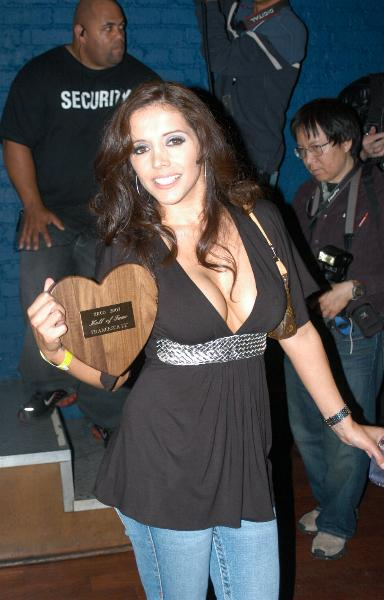
Francesca Lé bei ihrer Aufnahme in die XRCO Hall of Fame, 2007

Francesca Lé (Schreibweise auch Francesca Le; bürgerlich Erika Sherwood; * 28. Dezember 1970 in Los Angeles, Kalifornien) ist eine US-amerikanische Pornodarstellerin.

## Leben
Francesca Lé startete im Alter von 21 Jahren in der Pornobranche. Nachdem sie mit verschiedenen Produktionsgesellschaften gearbeitet hatte, drehte sie auch erotische Wrestling-Videos mit Pacific Force. 2001 heiratete sie den Pornodarsteller Mark Wood und gründete mit ihm die Produktionsgesellschaft LeWood Productions. Nach Angaben der Internet Adult Film Database hat Francesca Lé in mindestens 725 Produktionen mitgewirkt, davon 175 als Regisseurin. Sie verließ die Branche im Jahr 1994 und kehrte 2000 zurück. Seitdem ist sie für ihre Darstellungen einer MILF oder einer Cougar und den entsprechenden Genre-Produktionen bekannt.

## Auszeichnungen
- 1994: AVN Award „Best Group Sex Scene (Film)“ – New Wave Hookers 3 (mit Crystal Wilder, Tyffany Million, Lacy Rose, Jon Dough und Rocco Siffredi)
- 2003: Adam Film World Guide Award – Porn Comeback of the Year
- 2005: AVN Award „Best Oral Sex Scene (Video)“ – Cum Swallowing Whores 2 (mit Ava Devine, Guy DiSilva, Rod Fontana, Steven French, Scott Lyons, Mario Rossi und Arnold Schwarzenpecker)
- 2005: Aufnahme in die AVN Hall of Fame
- 2006: Adam Film World Guide Award – Directrix Of The Year
- 2007: Aufnahme in die XRCO Hall of Fame
- 2009: CAVR Award – MILF of the Year
- 2011: Aufnahme in die Urban X Awards Hall of Fame
- 2011: NightMoves Award – Best MILF (Fan’s Choice)
- 2014: XRCO Award – MILF of the Year

## Filmografie (Auswahl)

### Als Darstellerin
- 2007: Dirty Rotten Mother Fuckers 1
- 2008: No Man’s Land 44
- CFNM Secret 1–3, 5–8
- Tonight’s Girlfriend 62
- POV Jugg Fuckers 2
- Kittens & Cougars 1
- When Milfs Attack
- Come to Momma 3
- My Wifes Hot Friend
- My Friend’s Hot Mom 20
- The MILF Collector
- I Came In Your Mom
- I Know What You Came For
- MILF Worship 6
- The Cougar Club
- Pure MILF 3
- Momma Knows Best 6
- Mother Load 3
- New Wave Hookers 3
- Girlvana 3
- Strap Attack 11
- MILFs Like It Big 3
- Blow Me Sandwich 15
- Official Basic Instinct Parody
- Mommy Got Boobs 3, 18
- Big Tits in Sports 10

### Als Regisseurin
- The Francesca Lé Flesh Fest
- The Francesca Lé Flesh Fest 2
- The Francesca Lé Flesh Fest 3
- Francesca Le is a #Hotwife
- Francesca Le is a #Hotwife 2